# Спілка журналістів СРСР
Союз журналистов СССР (Спілка журналістів СРСР [1959—1991]; СЖ СССР) — найбільше в Радянському Союзі добровільне творче об'єднання працівників, зайнятих в засобах масової інформації яке було утворено в 1959 році з ініціативи Олексія Аджубея. На початку 1976 року в ньому вже перебували близько шістдесяти тисяч членів.

## Історія спілки
Згідно зі статутом, СЖ СРСР була добровільною організацією, головна мета якої — «сприяти активній участі журналістів у комуністичному будівництві, допомагати зростанню їх ідейно-теоретичного рівня і професійної майстерності». У Союз журналістів Союзу Радянських Соціалістичних Республік могли бути прийняті журналісти, художники, фотографи і люди інших професій, безпосередньо пов'язані з журналістикою відпрацювали за фахом на телебаченні, радіо або в пресі не менше трьох років і які підтвердили високий професіоналізм своїми роботами.
Вищим керівним органом СЖ СРСР був з'їзд журналістів. На цих з'їздах, що проходили раз на п'ять років, обиралося правління Спілки журналістів СРСР, яке керувало діяльністю організації в перервах між сесіями; організаційна і творча складова була покладена на секретаріат Спілки журналістів. СЖ СРСР, як і Комуністична партія Радянського Союзу розбудовувався за територіальним принципом, в Радянських Соціалістичних Республіках створювалися республіканські спілки журналістів включали в себе крайові, обласні та міські союзи, які, в свою чергу, включали первинні організації. Найбільшими республіканські організації були Спілка журналістів РРФСР і Спілка журналістів УРСР.
Спілка журналістів СРСР видавала кілька власних періодичних друкованих видань, зокрема: «Журналіст», «Радянське фото», «Інформаційний вісник», «За кордоном» та «Демократичний журналіст». Останнє було трибуною Міжнародної організації журналістів членом якої була СЖ СРСР.
Найбільш визначних журналістів спілка нагороджувала преміями.
Штаб Квартира центрального правління Спілки журналістів перебувала в столиці СРСР в Центральному будинку журналіста.
Союз журналістів СРСР припинив своє існування разом з розпадом СРСР, однак більшість республіканських підрозділів з утворенням нових держав трансформувалися в національні, такі як, наприклад, Національна спілка журналістів України.

## Голови Правління спілки журналістів СРСР
1. Сатюков Павло Олексійович (1959—1964), головний редактор газети «Правда»
2. Горюнов Дмитро Петрович (1964—1966), генеральний директор ТАРС
3. Зімянін Михайло Васильович (1966—1976), головний редактор газети «Правда»
4. Афанасьєв Віктор Григорович (1976—1989), головний редактор газети «Правда»
5. Сагалаєв Едуард Михайлович (1990—1991), генеральний директор Четвертої програми Центрального телебачення СРСР.